# Virchow Hill
Der Virchow Hill ist ein rund 750 m hoher Hügel im Norden der Brabant-Insel im Palmer-Archipel vor der Westküste der Antarktischen Halbinsel. Er ragt zwischen dem Lister- und dem Paré-Gletscher auf.
Der Berg ist noch unbenannt erstmals auf einer argentinischen Landkarte aus dem Jahr 1953 verzeichnet. Luftaufnahmen der Hunting Aerosurveys Ltd. aus den Jahren von 1956 bis 1957 dienten 1959 seiner Kartierung. Das UK Antarctic Place-Names Committee ihn 1960 nach dem deutschen Pathologen Rudolf Virchow (1821–1902).